# Durio malaccensis
Durio malaccensis är en malvaväxtart som beskrevs av Jules Émile Planchon och Maxwell Tylden Masters. Durio malaccensis ingår i släktet Durio och familjen malvaväxter. Inga underarter finns listade i Catalogue of Life.